# 克鲁瓦讷河畔拉赛
克鲁瓦讷河畔拉赛（法語：Lassay-sur-Croisne，法語發音：[lasɛ syʁ kʁwan]）是法国卢瓦-谢尔省的一个市镇，属于罗莫朗坦-朗特奈区。

## 地理
克鲁瓦讷河畔拉赛（47°22'25"N, 1°37'22"E）面积16.92 平方千米，位于法国中央-卢瓦尔河谷大区卢瓦-谢尔省，该省份为法国中北部省份，北起厄尔-卢瓦省，东北接卢瓦雷省，东南接谢尔省，南至安德尔省，西南接安德尔-卢瓦尔省，西北接萨尔特省。
与克鲁瓦讷河畔拉赛接壤的市镇（或旧市镇、城区）包括：索洛涅地区日、索洛涅地区米尔、索洛涅地区普吕尼耶。

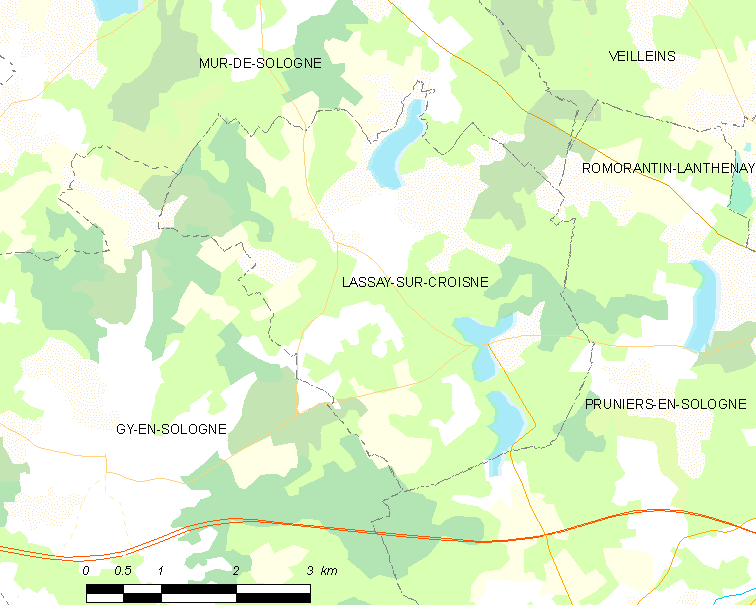
克鲁瓦讷河畔拉赛的OSM定位图

克鲁瓦讷河畔拉赛的时区为UTC+01:00、UTC+02:00（夏令时）。

## 行政
克鲁瓦讷河畔拉赛的邮政编码为41230，INSEE市镇编码为41112。

## 政治
克鲁瓦讷河畔拉赛所属的省级选区为谢尔河畔塞勒县。

## 人口

1962-2008年间克鲁瓦讷河畔拉赛人口变化图示

克鲁瓦讷河畔拉赛于2022年1月1日时的人口数量为243人。

## 建筑
- 穆兰城堡